# Licá
Luís Carlos Pereira Carneiro, meglio noto come Licá (Lamelas, 8 settembre 1988), è un calciatore portoghese, attaccante del Lamelas.
Ha accumulato un totale di 229 partite e 40 gol nella Primeira Liga in 11 stagioni, dopo aver iniziato la sua carriera professionale con l'Académica.

## Palmarès

### Club

#### Competizioni nazionali
- Segunda Liga: 1

Estoril Praia: 2011-2012